# Anna Lesko
Anna Lesko   (Chisinau, 10 de gener de 1979) és una cantant molt popular a Romania. Té orígens ètnics ucraïnesos i ha residit a la República de Moldàvia fins als 17 anys, quan anà a viure a Romania, on va decidir de romandre. Una de les seves passions és la pintura i les seves creacions es poden veure al seu web oficial.

## Biografia
Va començar la seva carrera com a cantant l'any 2002 amb el senzill «Ard în flăcări» que es va incloure al seu primer àlbum d'estudi Flăcări.
L'any 2003 va publicar el seu segon àlbum d'estudi, titulat Inseparabili, pel qual va ser premiada amb el disc d'or a Romania. El tercer àlbum d'estudi de l'artista va ser Pentru tine, que es va publicar l'any 2004 amb tres senzills; el més reeixit va ser «Nu mai am timp», escrit per Bogdan Popoiag i Eduard Alexandru.
El 2013 va llançar el senzill «Leagană barca» amb Pavel Stratan. Els èxits de Lesko van assolir diverses vegades les primeres posicions del Top 40 de Romania, amb «Anicyka Maya» que va assolir el número 2 durant un mes el 2005, a més d'aconseguir una nominació a la «Millor cançó» als MTV Romania Music Awards 2006. Lesko va signar amb «Cat Music» el 2007. En signar, va llançar el senzill «1001 Dorințe», que va arribar al Top 40 de Romania. El va interpretar per primera vegada a la gala dels MTV Romania Music Awards el mateix any. El 2020 va llançar «Ivanko», amb Culita Sterp, el vídeo musical de la qual va superar els 24 milions de visualitzacions a YouTube. Al principi de la seva carrera, va doblar la veu de Sarah al doblatge romanès de la pel·lícula d'animació Treasure Planet (El planeta del tresor, 2002).

## Joventut
Lesko va néixer a la ciutat de Chisinau a la República de Moldàvia (en aquella època formava part de la Unió Soviètica) en una família d'origen rus-ucraïnès. El pare de la cantant, enginyer de construcció de professió, també és un apassionat de la música, tocant diversos instruments, com l'acordió o la guitarra, mentre que la seva mare va heretar el negoci familiar, una empresa que produeix una varietat de roba i calçat. En la seva infància, va tenir problemes amb la columna i va haver de fer exercici amb freqüència. Lesko era una apassionada de la dansa, aquesta activitat representava el «somni de la seva vida», i es va unir a un conjunt de ballarins populars. No obstant això, no va romandre molt de temps en el grup. Va continuar traslladant-se a aquesta àrea artística, però va emigrar a la dansa clàssica i moderna, i als disset anys va fer un viatge a Romania, en companyia de la banda de ballet de la qual formava part.
L'artista va quedar impressionada pel país i va començar els tràmits per ser repatriada allí. Un cop finalitzat aquest tràmit, Lesko va aprendre romanès en companyia d'una persona que no sabia rus, però això la va influir per passar a una professió d'advocacia, la qual cosa l'hauria ajudat a integrar-se més fàcilment en la societat. Al mateix temps, va començar a desenvolupar una passió per la pintura. Lesko va ingressar a la Facultat de Dret de Bucarest, on va haver d'enfrontar-se a una sèrie de dificultats, la majoria de les quals relacionades amb la llengua, però no obstant això va aconseguir completar els seus estudis.

## Carrera musical
L'any 2000, Lesko va decidir centrar-se en una sèrie de projectes musicals, començant així a participar en concerts amb la banda Direcția 5, amb la qual va treballar durant aproximadament un any. Més tard, el 2002, va començar a promocionar el seu primer senzill, «Ard în flăcări». Té un ritme dinàmic, influències del món de parla eslava i algunes lletres en rus. L'enregistrament, compost pel productor musical Marius Moga, es va beneficiar d'un vídeo -filmat en presència de la directora Andreea Păduraru- i d'una campanya de promoció. Păduraru va dir que estava satisfeta amb la seva col·laboració amb Lesko, alhora que va afirmar que posseïa «qualitats d'actuació». La pista va entrar al Top 100 nacional de Romania a finals d'aquell any, arribant al número vuitanta-dos.
A les primeries del 2003 es va estrenar el segon senzill de l'artista, «Inseparabili». Com el seu predecessor, es va beneficiar d'un vídeo i d'una campanya de promoció, i també es va anunciar el llançament de l'àlbum homònim. La distribució del material va començar el 28 d'octubre de 2003. Per promocionar l'àlbum, l'artista va començar a promocionar un nou extracte senzill, aquesta vegada escollint la balada «Innocence» i va fer una sèrie de concerts, inclosos en una gira. La composició va tenir èxit al Top 100 de Romania, on va ocupar el quaranta-novè lloc. Uns cinc mesos després del seu debut, el disc va ser guardonat amb un disc d'or per més de 35.000 còpies venudes, una distinció que va ser atorgada a l'artista del segell Nova Music al Teo Show de Pro TV. «Inseparabili» es va incloure a l'àlbum recopilatori Sete de distracție, juntament amb èxits d'artistes com Bere Gratis, Marius Moga i Vank.

## 2004-2005
A principis de 2004, Lesko va tornar a entrar a l'estudi de gravació per dissenyar un nou àlbum. A diferència dels seus predecessors, el nou material va estar influenciat per la música rock, la cantant va cooptar el membre de la banda Direcția 5 i la productora Marian Ionescu, que es va encarregar de produir tot el disc. L'àlbum va ser compost durant un període d'uns tres mesos, i es va titular Pentru tine. Va ser precedit per la promoció del single del mateix nom, que es va beneficiar d'un videoclip dirigit per Andreea Păduraru- amb el qual ja havia col·laborat Lesko. El videoclip es va inspirar en l'estil de roba de Marilyn Monroe, amb l'artista apropant-se a un look retro. Pentru tine no va sortir millor que el seu predecessor, col·locant només setanta-nou al Top 100 de Romania.
Aviat es va donar a conèixer la informació que Lesko havia començat els preparatius per a un nou vídeo per a la cançó «Nu mai am timp», però no estava present a la llista de cançons incloses a l'àlbum promogut en aquell moment. El material es va rodar a Bucarest, i la roba que va utilitzar la solista va ser feta per ella mateixa en col·laboració amb Ramona Stanca. La gravació - una col·laboració amb Alex. Posteriorment es va confirmar que l'enregistrament s'inclouria en una edició especial de l'àlbum Pentru tine. La cançó es va convertir en l'èxit més gran de la cantant des del seu debut, arribant al número deu del Top 100 romanès. La versió reeditada de l'àlbum va incloure una sèrie d'enregistraments addicionals, inclòs un duet amb Cristian Enache, titulat «Să-mi dai curaj să zbor». De l'àlbum es va publicar un altre senzill, titulat «Lasă-mă să cred», que va ser llançat a principis del 2005 i el vídeo del qual es va estrenar el maig del mateix any. El videoclip va ser filmat sense que l'artista fos informada del fet, en aquell moment estava en una sessió de fotos per a la revista The One. Es va iniciar una nova gira nacional, Anna Lesko — Pentru tine, per promocionar l'àlbum.

## 2005-2007
A finals de 2005 va començar a promocionar un nou producte discogràfic d'estudi, Ispita, que va ser precedit pel llançament d'un únic extracte. La cançó, titulada «Anicyka Maya», va ser composta per Laurențiu Duță i conté influències russes, afegides a petició de l'artista. L'enregistrament es va beneficiar d'un vídeo i d'una campanya de promoció, que va facilitar el seu ascens a les llistes. Poc després de la seva publicació, la cançó va pujar al top 10 de la jerarquia del Top 100 romanès, ocupant el segon lloc durant un mes i convertint-se en el major èxit del solista al Top 100 oficial de Romania. La composició va rebre una nominació als MTV Romania Music Awards 2006, a la categoria «Millor Cançó». Tanmateix, el trofeu va ser finalment aixecat per la banda Morandi, per l'èxit «Beijo (Uh la la)». El solista també va oferir un recital a l'escenari de l'esdeveniment, juntament amb els artistes Akcent, Direcția 5, Proconsul, Paraziții, entre d'altres. L'àlbum d'origen del hit, Ispita, va sortir al mercat poc després. L'àlbum, que suposa un canvi d'estil musical per a Lesko, va ser recompensat amb un disc d'or per vendes gravades a Romania, més precisament, més de 10.000 unitats venudes.
«Anicyka Maya» va ser l'únic senzill promocionat del disc, però al mateix temps, l'artista va col·laborar amb la banda Animal X, gravant amb ells «Ca la inceput». Malgrat això, quan se li va demanar a la cantant que participés en el rodatge del vídeo adjacent, va informar als membres de la banda que no podia fer-ho. Posteriorment, Lesko va ser substituïda per Corina, amb qui la cançó va ser regravada, el solista també participa en el rodatge d'un videoclip. La banda va declarar en una entrevista a la publicació bimensual Bravo que van abandonar el projecte amb Lesko perquè les seves imatges no coincidien. Segons la premsa romanesa, l'artista va renunciar a col·laborar amb Animal X perquè va ser obligada pel seu productor, Laurențiu Duță, en el context d'un conflicte més antic entre ell i la banda esmentada. Șerban Copot, un dels membres fundadors del grup, va declarar a finals de 2006 que Duță utilitza el fet que és compositor i que obliga els cantants amb els quals treballa a no col·laborar amb Animal X, Lesko va ser descrita per Copot com a «l'eina d'una intriga diabòlica». L'artista va continuar amb la promoció d'un nou extracte senzill, «24», no inclòs a l'àlbum Ispita. Llançat en format maxi single, l'enregistrament es va beneficiar d'un vídeo, que va ajudar a augmentar la seva popularitat. La composició va ocupar el desè lloc a la llista nacional romanesa, convertint-se en el tercer èxit dels 10 primers del solista en el rànquing. Durant el mateix període, va cantar a l'acte d'obertura de l'àlbum debut de Heaven i va llançar el DVD CPC Anna Lesko Video Collection, material que conté tots els vídeos filmats per l'artista fins aquell moment. L'enregistrament "24" va portar a l'artista una segona nominació als MTV Romanian Music Awards, l'any 2007, en la categoria "Millor cantant solista", però el trofeu va ser atorgat a Andreea Bănică. Lesko també va començar una col·laboració de curta durada amb Divertis a finals de 2006, l'artista jugant un paper secundari a la sèrie. La solista va aparèixer en tres episodis, pels quals va filmar durant tres dies, declarant que estava satisfeta amb la seva experiència.

## 2007 al present
A la primera meitat del 2007, Lesko va signar un contracte amb Cat Music. Aviat va començar a promocionar la cançó «1001 Dorințe», que també va interpretar a la gala dels MTV Romanian Music Awards. La cançó va debutar al Top 100 romanès, convertint-se en el cinquè èxit de l'artista en el top 40 d'aquest rànquing. El vídeo va ser realitzat en tres mesos i dirigit per Bogdan Toader. Un any més tard, l'any 2008, present a l'espectacle «Răi da 'Buni», conduït per Mihai Morar, la solista va promoure una sèrie de projectes i va interpretar el seu següent senzill, «Ignoranța», que no es va beneficiar d'un vídeo i no va obtenir un notable posicions a les llistes oficials a Romania. La cançó es va interpretar en col·laboració amb el col·laborador habitual de Lesko, Laurențiu Duță, així com amb Gabriel Huiban. Durant el mateix període, es va informar que el solista estava a l'estudi de gravació per publicar un nou àlbum, col·laborant amb els productors Keo, Laurențiu Duță i Gabriel Huiban.
Més tard, va començar a promocionar la cançó «Balalaika», escrita per l'artista en col·laboració amb Claudiu Cota i produïda per Angelika Vasilicov i Dan Griober, que es va publicar com a primer fragment del senzill del proper àlbum. El videoclip, dirigit pel mateix Bogdan Toader, té lloc en una base militar soviètica amagada en una cova sota una ciutat bombardejada. A principis de 2010, Lesko es va embarcar en una gira promocional amb Distanto i la solista Annes. Poc després, el febrer de 2010, es va publicar el cinquè disc d'estudi de la cantant, titulat Jocul seducției. El disc conté els tres senzills prellançats («1001 Dorințe», «Ignoranța» i «Balalaika») juntament amb altres nous enregistraments. L'àlbum també compta amb una col·laboració amb Distanto, un remix de la composició «Russian Love (Katyusha, Ochichiorne, Kalinka)», que és una composició recollida del folklore tradicional rus. Per augmentar la popularitat de l'àlbum, la cantant va començar a promocionar la cançó «In My Bedroom», composta per Connect-R i Chris Mayer. L'enregistrament marca un canvi d'estil, amb Lesko migrant a l'àrea de la música dance - house, sent la primera cançó del solista anglès que es beneficia de la promoció. L'àlbum "Jocul seducției" és una combinació de diversos estils musicals, incloses cançons interpretades en romanès, rus i anglès. El videoclip d'«In My Bedroom» va ser dirigit per Iulian Moga i rodat al club de Bucarest Bamboo, sent el videoclip un dels més esperats de l'estiu del 2010. El 2011 va llançar un nou senzill, titulat «Get It».

## Pintura
A més de l'èxit de la seva carrera musical, Lesko ha dedicat part del seu temps a la pintura, un art que l'apassiona. La solista va ser assessorada en aquest camp per personalitats destacades, com Sabin Bălașa i Mircea Novac. El més fort estímul per continuar en aquest camí va venir del pintor Sabin Bălașa, que va quedar impressionat per la seva obra. El primer quadre de l'artista es va vendre per 3.000 dòlars. A més, algunes de les obres de la cantant s'exposen en una galeria del Museu Nacional d'Art de Romania.

## Imatge
Lesko és coneguda pels articles de roba que utilitza en les seves actuacions en directe, que combinen diversos elements del vestit popular rus. La indumentària que mostren ella i els ballarins que l'acompanyen a l'escenari i als programes de televisió és realitzada per la mateixa artista, amb l'ajuda dels dissenyadors professionals Andreea i Matei Corvin. Les obres així produïdes es completen al taller dels dos. La cantant ha afirmat que el pas del temps ha influït en el seu estil de roba, però «no sent la necessitat d'inspirar-se en l'estil de cap estrella internacional», mostrant-se satisfeta amb el seu aspecte.
El 2008, Lesko va participar en una sessió de fotos, organitzada per la revista FHM Romania, per crear un calendari. Altres intèrprets romanesos van ser cooptats per a aquest projecte, com Elena Gheorghe i Oana Nistor (solista de la banda Activ). A més, el 2010 la solista va ser nomenada per la revista Story «l'estrella més bella de Romania». Al llarg de la seva carrera artística, la cantant va aparèixer a les portades de revistes com Bolero, FHM Romania, Ideal Mariaj, Story i The One. A més, només el 2004, la solista va tenir més de vint aparicions a les portades de publicacions romaneses.
Lesko també va ser criticada per la premsa romanesa pel fet que no està acostumada a donar recitals en directe, sent també culpada pel moderador de televisió Cătălin Măruță, que (segons 9am.) va fer una sèrie d'al·lusions a la solista constantment en el seu espectacles, a les quals el cantant va respondre amb una declaració.

## Vida personal
La primera relació de la solista va ser la amb l'empresari Irinel Columbeanu, amb qui va conviure durant vuit anys. Els dos es van conèixer l'any 1996, després d'una visita de Lesko a Romania amb un conjunt de dansa. Van marxar per camins separats l'any 2004. Sobre la relació que va mantenir, l'artista va afirmar que estava molt contenta amb ell i que l'estimava molt, per això van estar promès vuit anys, i que la va ajudar a madurar. Segons la premsa romanesa, Lesko també va tenir relacions amoroses amb Marian Ionescu, el líder del grup musical Direcția 5, Liviu Moreanu, Codin Maticiuc i Elan Schwartzenberg. També pel que fa a la presència constant de la seva vida privada a les publicacions romaneses, Lesko va afirmar que tenia relacions amb molts menys homes del que deia la premsa, que la connecta constantment amb algú.

## Discografia
Àlbums
- 2002 - Flăcări
- 2003 - Inseparabili
- 2004 - Pentru tine
- 2006 - Ispita
- 2007 - 24
- 2010 - Jocul seducţiei

Senzills
- «Ard în flăcări» (2002)
- «Inseparabili» (2003)
- «Inocenta»
- «Pentru tine» (2004)
- «Nu mai am timp» (2004)
- «Anicyka Maya» (2005)
- «24»
- «1001 dorinţe» (2007)
- «Balalaika» (2009)
- «Wake Up» (2011)
- «Go Crazy» (amb Gilberto) (2012)
- «Ia-mă» (2012)
- «Leagănă barca» (2013)
- «Foc și scrum» (2014)
- «So Sexy» (amb Vova) (2015)
- «Down Down/Habibi» (amb Vova) (2015)
- «Ivanko» (amb Culita Sterp) (2020)

## Premis i nominacions
| Any  | Premi                         | Categoria      | Destinataris   | Resultat | Ref.   |
| ---- | ----------------------------- | -------------- | -------------- | -------- | ------ |
| 2006 | MTV Romania Music Awards 2006 | Best Song      | "Anicyka Maya" | Nominat  | [ 24 ] |
| 2007 | MTV Romania Music Awards 2007 | Best Performer | "24 (cântec)"  | Nominat  | [ 25 ] |